# موجارة كبيرة الأشواك
موجارة كبيرة الأشواك (الاسم العلمي: Gerres macracanthus) (بالإنجليزية: Longspine silverbiddy)‏ هي نوع من الأسماك تتبع جنس الموجارة من فصيلة الموجارات.